# Manoir de la Coutardière
Le manoir de la Coutardière est un manoir situé à Brissarthe, en France.

## Localisation
Le manoir est situé dans le département français de Maine-et-Loire, sur la commune de Brissarthe.

## Historique
Ce manoir construit sur le versant sud  de la Sarthe est l’un des rares monuments historiques angevins datant des XVe, XVIe et XVIIe siècles, offrant par sa taille autant de diversité architecturale.
La cour intérieure, la chapelle, l’escalier et certaines cheminées monumentales bénéficient d’un classement à l'Inventaire Supplémentaire des Monuments Historiques par arrêté en date à Paris du 16 juin 1926.
Particulièrement harmonieux il ne manquera pas de marquer l’attention du visiteur par la régularité de ses formes, l’assemblage de ses bâtiments de différentes époques, la beauté de son environnement et l’esthétique de son ensemble.
Dominant la vallée de la Sarthe, La Coutardière bénéficie d’une vue particulièrement calme et agréable aux confins de la Sarthe, de l’Anjou et de la Mayenne.
Autour d’une cour carrée bien proportionnée, nous découvrons après avoir franchi le porche d’entrée. À gauche le vieux logis XVe, en face le corps principal des XVIe et XVIIe siècles, à droite un ancien promenoir et la chapelle elle-même adossée à l’ancien mur d’enceinte.
La Coutardière était une importante seigneurie relevant de Villechien. Elle appartint à la famille du même nom jusqu’à la fin du XVIe siècle (E 2146, C 105, f° 409).
En 1577, Marie de la Coutardière, fille de Raoul et de Renée de Jalesne, l’apporte en dot à René de Martigné. Séparée de biens, elle vendit, le 2 mars 1607, la terre, le fief et la seigneurie de la Coutardière, « maison seigneuriale, pour pris, chapelle, jardins, vergers, etc. », pour 8 000 livres à René Leclerc, Sieur des Roches, maître d’hôtel du comte de Montauban.
Par mariage de Marie Leclerc, sa fille, elle passa à la famille Gaudicher, et par le mariage de Catherine Gaudicher avec Charles de Clandieu, à ce dernier personnage, qui vendit aux religieuses de la Visitation d’Angers le 28 mai 1714 pour 45 000 livres.
Elle comprenait alors, outre la maison principale et les terres qui en dépendaient, les fiefs de la Coutardière, des Pineaux, du Vau, les métairies de Lhommais, d’Avéré, la Closerie du Grand-Vau, les droits dans l’église de Brissarthe, etc.
La Coutardière fut vendue comme bien national en l’an IV. Un dernier censif fut dressé en 1764. Les religieuses possédaient droit de justice foncière (262 H 9-13). La chapelle avait été fondée en 1531 par Antoine de la Coutardière, sous le vocable de Saint-Antoine-de-Padoue (298 G 1). Elle était chargée de deux messes par semaine.
Il y avait un chapelain (Pierre Sionniére en 1725) qui n’observait pas les charges. Les religieuses les confiaient alors à des prêtres d’Angers. Elles présentèrent des plaintes à ce propos à l’Évêque. Le revenu s’élevait pourtant à 2 000 Livres. Il n’est plus évalué qu’à 10 Livres en 1783. Il est vrai qu’il y avait des réparations et des taxes.
Le logis principal et la chapelle remontent au XVe siècle. La façade du logis principal offre des fenêtres à croisées de pierre et des lucarnes dont les frontons sont décorés d’enroulement et d’une coquille. À l’intérieur, sont plusieurs grandes cheminées anciennes merveilleusement bien conservées. La chapelle, de plan carré, couverte d’un toit à dos d’âne, avait été transformée au début du XXe siècle en porcherie. Le badigeon blanc a masqué les peintures murales qui la décoraient. On peut encore deviner une scène des douze apôtres, une scène et un personnage pouvant être Saint Christophe ainsi que d’autres polychromes difficilement identifiables.
Depuis le début du XIXe siècle et jusqu’en 1989 la Coutardière abrita une importante exploitation agricole dont on peut encore en apercevoir les séquelles. Au début du XXe siècle, plus d’une quinzaine de personnes travaillaient quotidiennement dans cette exploitation. Cette exploitation apporta beaucoup de modifications dont l’édifice soufra on en voit encore aujourd’hui certaines cicatrices.
Le 16 janvier 1988, la Coutardière est rachetée par monsieur et madame Daniel Chambourdon à monsieur Emmanuel Durand Gasselin qui la détenait d'Hippolyte Durand-Gasselin exécuteur testamentaire de Thomas Dobrée (1781-1828)  armateur, collectionneur d'art, fondateur du musée Dobrée à Nantes. Ce dernier a participé à la vie politique et économique de la ville de Nantes (voir musée Thomas-Dobrée à Nantes). Redevenue une maison d’habitation ses propriétaires ont entamé sa restauration.

## Protection
L'édifice est inscrit au titre des monuments historiques en 2004.